# Pád letu A800
Pád letu A800 (v originále Boîte noire) je francouzský hraný film z roku 2021, který režíroval Yann Gozlan podle vlastního scénáře. Snímek měl světovou premiéru na festivalu francouzských filmů v Sydney dne 5. března 2021.

## Děj
Mathieu Vasseur je agentem Úřadu pro vyšetřování a analýzu bezpečnosti civilního letectví. Vystudoval ENAC. Jeho žena Noémie také pracuje v letectví. BEA je odpovědná za vyšetřování výjimečné a bezprecedentní letecké nehody - havárie letu z Dubaje do Paříže v Bellevaux v Horním Savojsku. Na palubě letadla bylo 300 pasažérů a 16 členů posádky, z nichž nikdo nehodu nepřežil. Příčiny katastrofy nejsou známy. BEA poté pečlivě analyzovala černé skříňky ve svých prostorách na letišti Le Bourget. Mathieu, který byl nejprve odstaven svým nadřízeným Victorem Pollockem, přebírá misi po jeho záhadném zmizení na samém začátku vyšetřování.
Nejprve dojde k závěru, že se jedná o atentát islámských teroristů. Toto řešení ho ale neuspokojuje, některé detaily ho vedou k hledání jiné příčiny nehody. Zvažuje hypotézu o technickém selhání zařízení. Na podporu této hypotézy ukradne důvěrnou technickou zprávu z počítače své manželky, čímž ji profesně dostane do velmi choulostivé situace a způsobí rozpad jejich vztahu. S jeho postupem nesouhlasí ani jeho nadřízený a kolegové, jeho profesní situace se zhoršuje a končí kázeňskou důtkou.
Na mysl mu přichází nová hypotéza, potvrzená podivným rušením na nahrávce, o hacknutí počítačových sítí letadla. Podezřívá Xaviera Renauda, ředitele společnosti Pegase Security, která navrhuje tyto počítačové systémy, ze spolčení s Victorem Pollockem, aby skryl pravdu a zachránil svou společnost. Kontaktuje proto novinářku Caroline Delmasovou, která se nehodou zabývala, ale ta odmítne napsat článek s tím, že nemá dostatek přesvědčivých důkazů. Nicméně mu řekne o jistém Davidu Kellerovi, výzkumníkovi počítačové bezpečnosti, který se již pokusil hacknout letadla. Mathieu se domnívá, že ho poznává na videích zveřejněných cestujícími během letu na sociálních sítích, a že by mohlo jít o neúspěšný pokus o hackerský útok.
Než opustí své místo v BEA, vzpomene si na zvukové záznamy z havárie vrtulníku, na které pracoval těsně před havárií. Ty byly upraveny Victorem Pollockem. Novým poslechem odhalí GPS souřadnice, čímž se mu podaří najít skutečný záznam černé skříňky letadla. Jeho hypotéza ohledně hackování se potvrdí. Zjistí, že Victor Pollock už několik let tajně spolupracuje s Xavierem Renaudem, který ho nutí falšovat černé skříňky. Mathieu stihne odeslat nahrávku, ale pronásledován dvěma muži a zahyne při autonehodě.
Na pařížském aerosalonu zahajuje Xavier Renaud veřejnou prezentaci jménem své společnosti. Noémie využívá příležitosti a veřejně odvysílá zprávy o falšování černých skříněk. Xavier Renaud je na místě zatčen.

## Obsazení
| Pierre Niney        | Mathieu Vasseur    |
| Lou de Laâge        | Noémie Vasseur     |
| André Dussollier    | Philippe Rénier    |
| Sébastien Pouderoux | Xavier Renaud      |
| Olivier Rabourdin   | Victor Pollock     |
| Guillaume Marquet   | Antoine Balsan     |
| Mehdi Djaadi        | Samir              |
| Anne Azoulay        | Caroline Delmas    |
| Aurélien Recoing    | Claude Varins      |
| André Marcon        | Dorval             |
| Philippe Maymat     | stevard            |
| Quentin d'Hainaut   | bezpečnostní agent |
| Lorène Devienne     | Jeanne, letuška    |
| Grégori Derangère   | Alain Roussin      |

## Ocenění
- Reims Polar: cena publika
- Festival francouzsky mluvících filmů Angoulême: cena publika
- Festival francouzského filmu Capucines: nejlepší zvuk (hraný film), nejlepší herec Pierre Niney, nejlepší film (hraný film)
- Nominace na Césara: nejlepší herec (Pierre Niney), nejlepší původní scénář (Yann Gozlan, Simon Moutaïrou a Nicolas Bouvet-Levrard), nejlepší střih (Valentin Féron), nejlepší zvuk (Nicolas Provost, Nicolas Bouvet-Levrard a Marc Doisne), nejlepší filmová hudba (Philippe Rombi)

## Zajímavosti
Na scénu recepce organizovanou ENAC Alumni pozval filmový tým skutečné absolventy École nationale de l'aviation civile.